# Chaenothecopsis vainioana
Chaenothecopsis vainioana är en lavart som först beskrevs av Nádv., och fick sitt nu gällande namn av Tibell. Chaenothecopsis vainioana ingår i släktet Chaenothecopsis och familjen Mycocaliciaceae.  Arten är reproducerande i Sverige. Inga underarter finns listade i Catalogue of Life.